# Mårdaklevs kyrka
Mårdaklevs kyrka är en kyrkobyggnad strax utanför Mårdaklevs samhälle i Svenljunga kommun. Den tillhör sedan 2006 Kindaholms församling (tidigare Mårdaklevs församling) i Göteborgs stift.

## Historia
Namnet Mårdaklev skrevs Mårdaklet 1894, Marthaklef 1361 och Mårdaklef 1406. Omtalas varit en förvrängning av Mördaklef då ett slag mellan danskar och svenskar med mycket manspillan stod på orten. Dagens kyrka föregicks av en mindre träkyrka uppförd 1688, då kyrkoherde Herlacus Erici Buthelius verkade som även skall bidragit en del för dens uppförande, som revs då den blivit för liten. Den hade takmålningar som förstördes och endast enstaka brädor finns kvar. En bevarad medeltida dopfunt tyder på att socknen även haft en kyrka som byggts under medeltiden. Takmålningarna är bevarade vid socknens hembygdsmuseum.

## Kyrkobyggnaden
Nuvarande kyrka uppfördes i trä 1875–1876 på en höjd vid Ätran efter ritningar av arkitekt Johan Fredrik Åbom. Den består av ett rektangulärt långhus med en vidbyggd sakristia i öster och ett kyrktorn i väster. Åren 1935–1938 genomgick kyrkan en större renovering och ombyggnad. Kyrkan är välbevarad till det yttre med undantag för att de ursprungligen spetsiga fönstren ändrats vid en ombyggnad. 
Interiören ändrades i början av 1900-talet under ledning av Figge Wetterqvist, varvid  kyrkorummet gjordes treskeppigt genom att förses med dubbla pelarrader och ny takkonstruktion. Rester av takmålningar från 1600-talskyrkan finns på museet i den historiska miljön vid Klevs gästgiveri.

## Inventarier

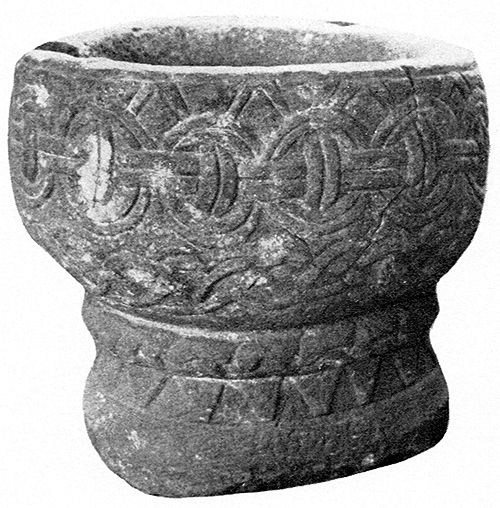
Dopfunten

- Dopfunt av sandsten tillverkad under senare delen av 1100-talet eller början av 1200-talet i en del. Höjd: 65 cm. Den tillhör en grupp funtar i södra Västergötland med förenklade ringkedjor. Cuppa, vulst och fot är rundade. Längs cuppan en försänkt kant och därefter på livet zig-zag-ornament och förenklade ringkedjor samt nedtill bandflätor. På vulsten finns rep- och flätornament och därunder en nedåtriktad spetsflikkrage. Uttömningshål saknas. Omfattande skador.[3]
- Altartavlan, som är utförd i Nederländerna på 1600-talet, är en donation. Den visar Kristus på korset. Den restaurerades 1938 av Thorbjörn Engblad.
- Predikstolen och altaruppsatsen i trä tillverkades 1804 av Sven Nilsson Morin och är överflyttade från den gamla kyrkan, liksom ett par bemålade bänkar.
- Dopskål i mässing från 1612.
- Kyrkan har två klockor. Storklockan är gjuten 1789 av Jonas Magnus Fries från Jönköping och har en lång inskription.
- Den gamla Lillklockan såldes år 1875 till Elfsered församling medan den nya är gjuten 1874 på Göteborgs Mekaniska verkstad.[4]

## Orgel
- 1878 byggde Anders Victor Lundahl, Malmö, en orgel med 12 stämmor fördelat på 2 manualer.
- 1948 byggde Lindegren Orgelbyggeri AB en orgel som genomgick en mindre renovering 2006 av samma firma. Fasaden härstammar från 1878 års orgel. Instrumentet har sjutton stämmor fördelade på två manualer och pedal.[5]

## Bildgalleri

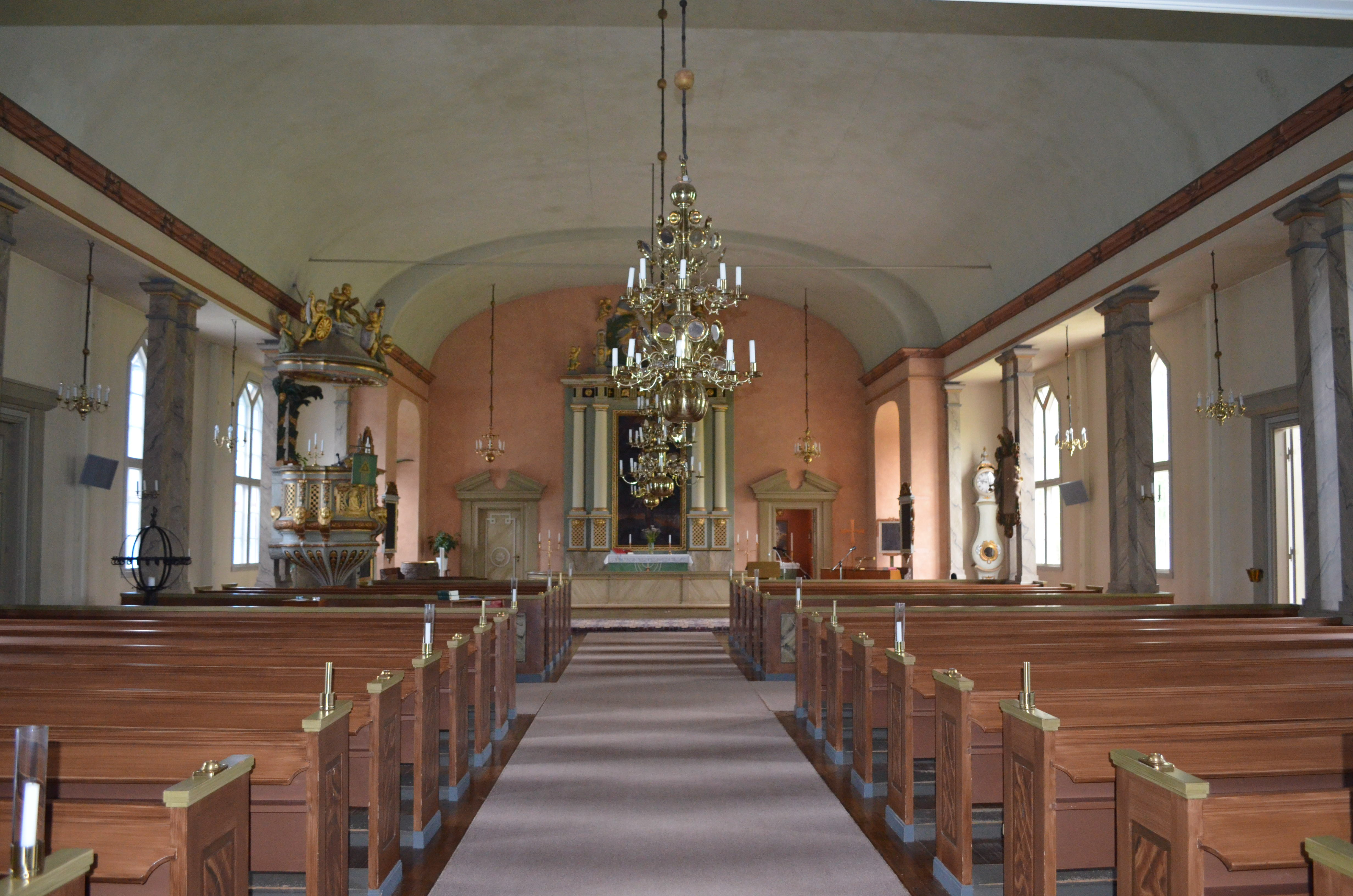
Mårdaklevs kyrkas kyrksal
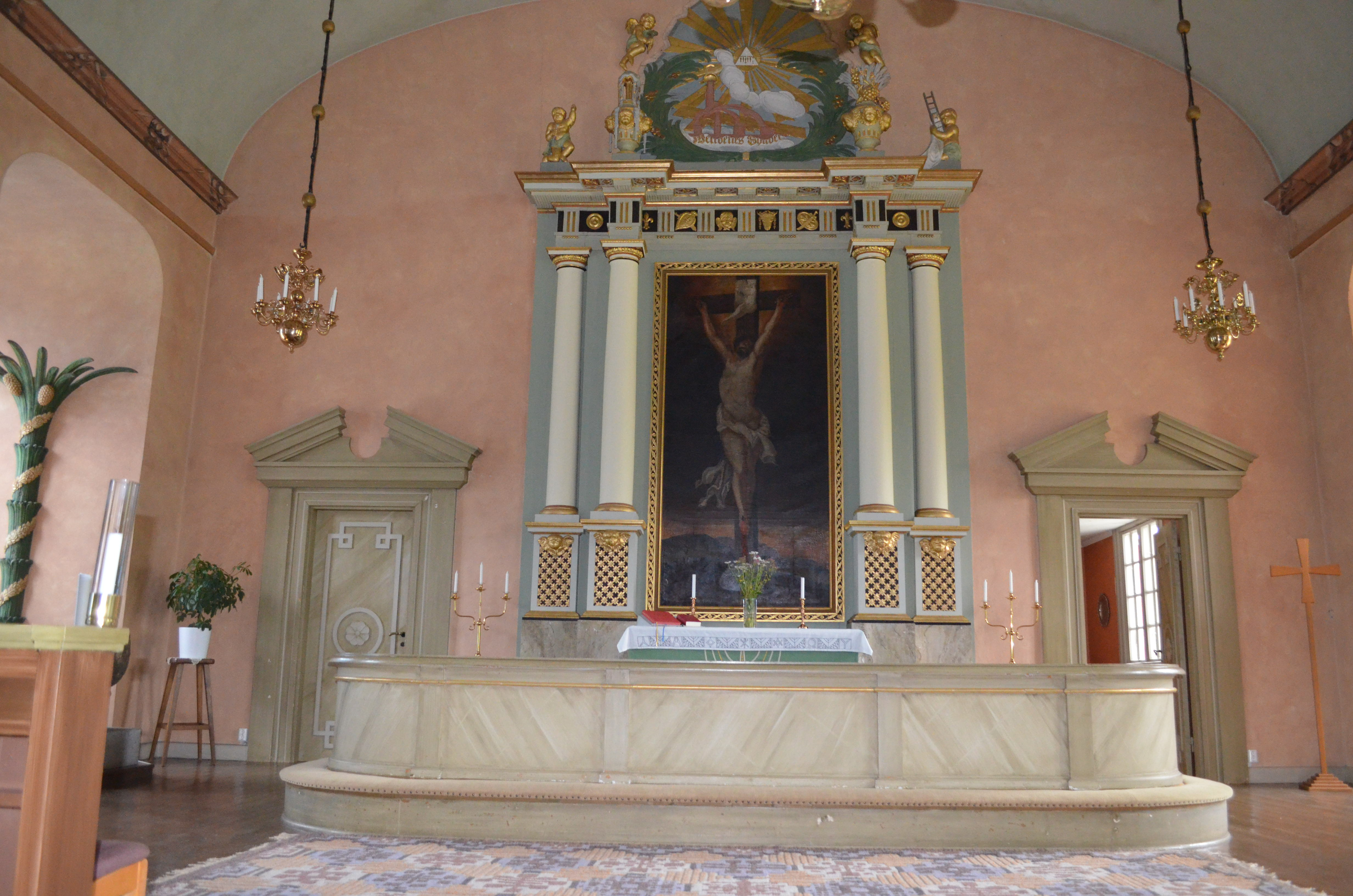
Mårdaklevs kyrkas altare
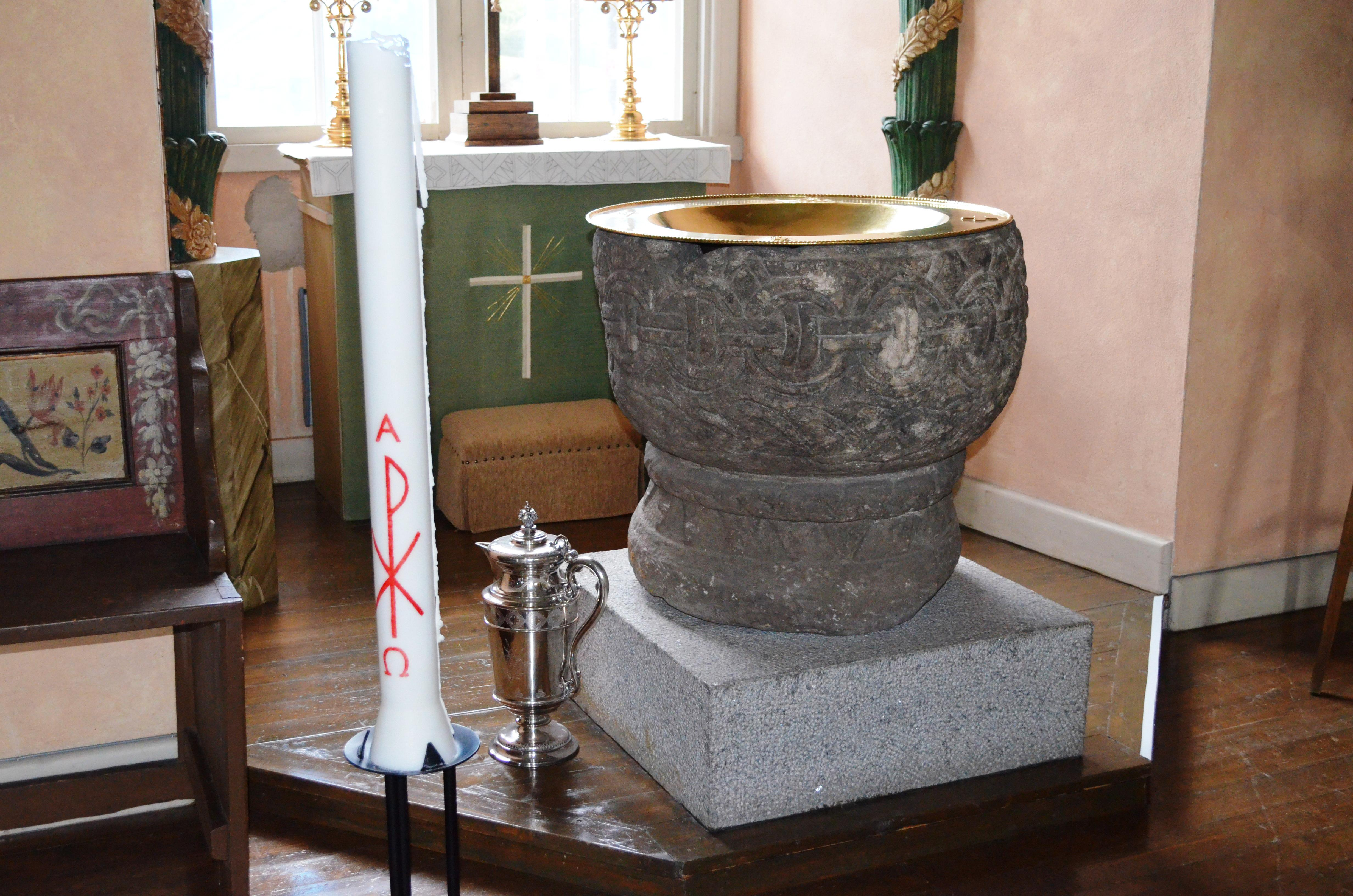
Mårdaklevs kyrkas dopfunt
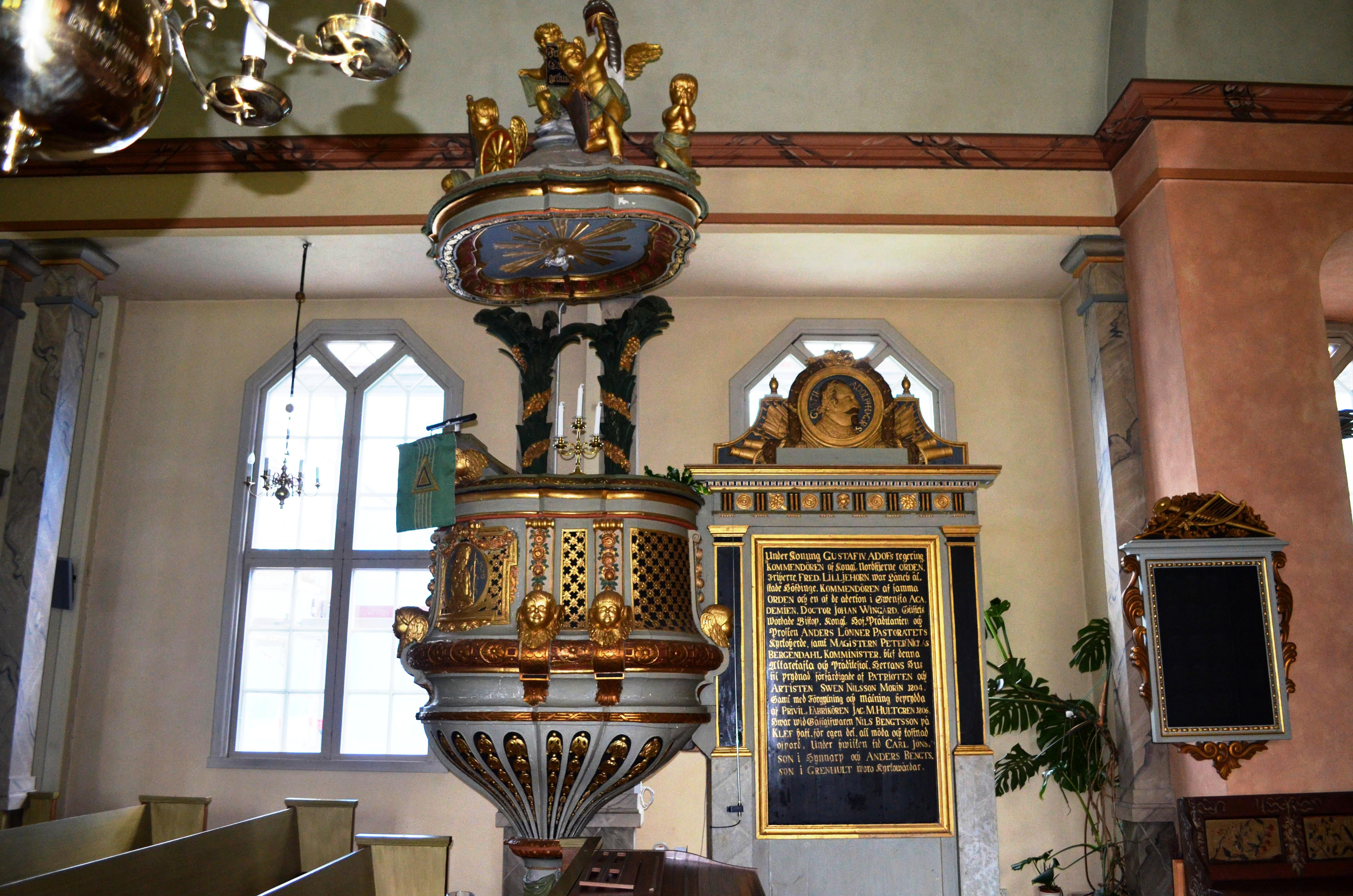
Mårdaklevs kyrkas predikstol